# Alfred Ströer
Alfred Ströer (* 3. Dezember 1920 in Wien; † 20. August 2011 ebenda) war ein österreichischer Politiker (SPÖ) und Gewerkschaftssekretär. Er war von 1966 bis 1972 Abgeordneter zum Nationalrat.

## Leben
Ströer besuchte nach der Volks- und Hauptschule die Berufsschule und erlernte den Beruf des Werkzeugmachers.
1939 wurde er nach einer Flugblattaktion gegen die nationalsozialistischen Machthaber verhaftet und bis 1941 zuerst im Polizeigefangenenhaus als Gefangener der Gestapo, danach im Landesgericht Wien und im Kreisgericht Wiener Neustadt inhaftiert. Er wurde schließlich wegen „Vorbereitung zum Hochverrat“ verurteilt, womit ihm die „Wehrwürdigkeit“ aberkannt wurde, und 1942 zur Strafdivision 999 eingezogen. Zuletzt war er auf der griechischen Insel Rhodos stationiert, wo er am Ende des Zweiten Weltkrieges in britische Gefangenschaft geriet und bis Dezember 1946 in Ägypten verblieb.
Zurück in Österreich trat er am 1. Jänner 1947 dem Österreichischen Gewerkschaftsbund (ÖGB) bei, wo er von 1956 bis 1959 für die Jugendarbeit verantwortlich und danach leitender Sekretär sowie ein enger Mitarbeiter von ÖGB-Präsident Franz Olah war. Unter dessen Nachfolger Anton Benya wurde er Finanzsekretär. Als Gewerkschaftsfunktionär wurde er auch Vorstandsmitglied des Internationalen Bundes Freier Gewerkschaften. Daneben legte er die Externistenmatura ab und studierte Staatswissenschaften.
Innerparteilich war er als Bezirksparteivorsitzender der SPÖ von Purkersdorf aktiv. Des Weiteren war er Mitglied des Kollegiums des Wiener Stadtschulrates, vertrat die SPÖ zwischen dem 30. März 1966 und dem 4. Oktober 1972 im Nationalrat und war Mitglied des SPÖ-Parteivorstandes. Nach dem Ausscheiden aus dem Nationalrat war er bis 1981 Vorstandsvorsitzender und im Anschluss daran bis 1987 Aufsichtsratsvorsitzender der BAWAG.
1977 wurde Ströer das Ehrenzeichen für Verdienste um die Befreiung Österreichs verliehen.

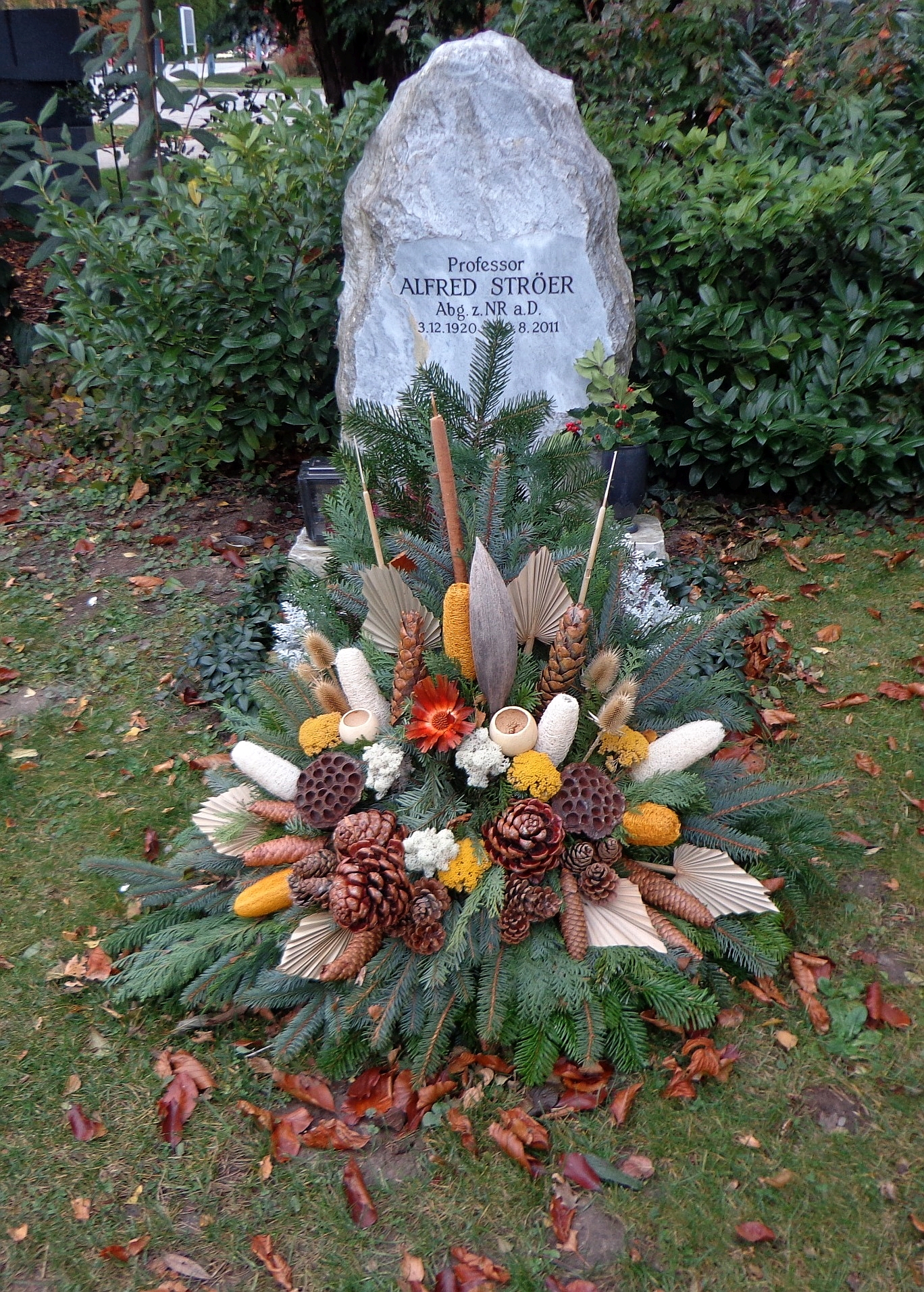
Wiener Zentralfriedhof – Ehrengrab von Alfred Ströer

Im Ruhestand blieb er ehrenamtlich aktiv, war Vizepräsident des Dokumentationsarchivs des österreichischen Widerstandes (DÖW) sowie des Vereins für Geschichte der Arbeiterbewegung, Mitglied des Kuratoriums des Vereins Mauthausen-Aktiv-Österreich sowie des Kuratoriums von CARE-Österreich, geschäftsführender Direktor der Bruno-Kreisky-Stiftung zur Förderung der Menschenrechte und von 1995 bis 2007 Vorsitzender des Bundes Sozialdemokratischer Freiheitskämpfer und Opfer des Faschismus, dessen Ehrenvorsitzender er bis zu seinem Ableben blieb. 2003 wurde er mit dem Goldenen Verdienstzeichen des Landes Salzburg ausgezeichnet. Ströer wurde am Wiener Zentralfriedhof beigesetzt.